# Estadio Atlético Mizuho
El Estadio Atlético Mizuho (名古屋市瑞穂公園陸上競技場 Nagoya-shi Mizuho Kōen Rikujō Kyōgijō?,  también llamado Estadio Paloma Mizuho) es un estadio multiusos ubicado en la ciudad de Nagoya, en la Prefectura de Aichi, Japón. El estadio fue inaugurado en 1941 y tiene una capacidad para 27 000 espectadores. Es usado principalmente para partidos de fútbol y es donde hace de local el club Nagoya Grampus de la J2 League, a veces junto con el Estadio Toyota.
Se diferencia del Estadio de Rugby de Mizuho, ya que este tiene un aforo de 15 000 espectadores y es usado en general para rugby, incluso partidos de la Top League.

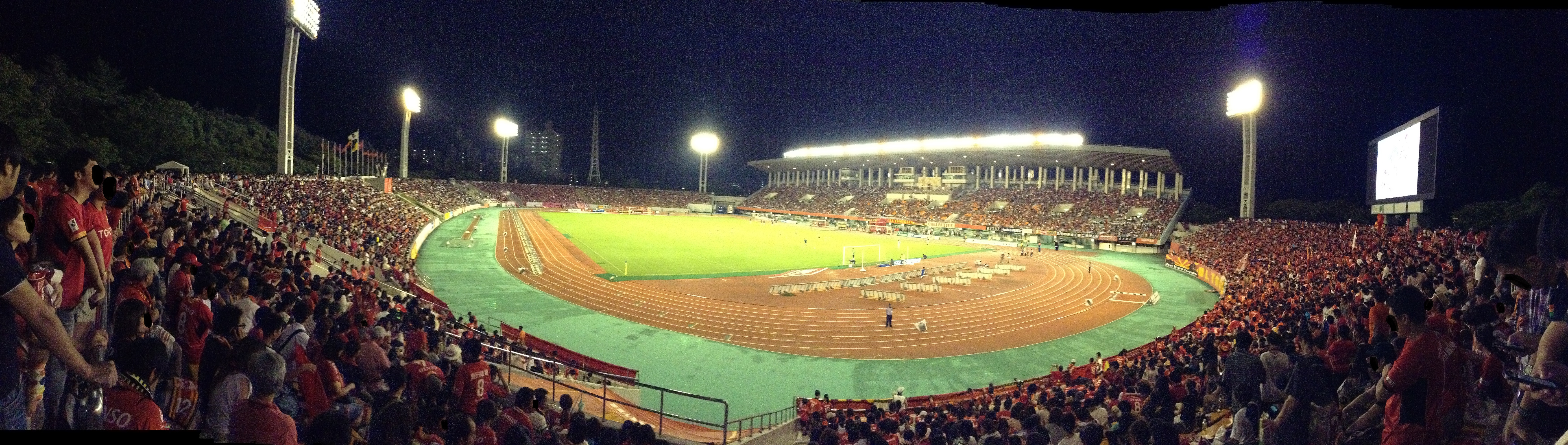
Panorámica nocturna del estadio.